# Vodnikov dom na Velem polju
Vodnikov dom na Velem polju (1817 m) je planinska postojanka, ki stoji nad dolino Velega polja ob vznožju pobočja Tosca in Vernarja. Imenovan je po slovenskem pesniku in duhovniku Valentinu Vodniku.
Prva planinska koča na Velem polju je bila zgrajena in odprta 19. avgusta 1895, že 22.avgusta 1895 pa jo je obiskal Jakob Aljaž. Zgradila jo je Radovljiška podružnica SPD in v spomin na 100-obletnico vzpona Valentina Vodnika (1758–1819) na Mali Triglav, 20. avgusta 1795, poimenovali Vodnikova koča. Leta 1909 so kočo prestavili na današnje mesto, povečali in obili z lesom. Večkrat so jo obnavljali a je kljub temu počasi propadala. Po 2. svetovni vojni jo je prevzelo PD Bohinj-Srednja vas.
Zaradi dotrajanosti in povečanega obiska je bila v letih 1954 do 1958 zgrajena nova koča ter odprta 31. avgusta 1958 pod imenom Vodnikov dom. Upravlja jo PD Srednja vas v Bohinju. Tudi ta dom je bil večkrat obnavljan, večja dela na fasadi so opravili leta 1986. V gostinskem prostoru je 50 sedežev; v 8 sobah je 22 postelj, na skupnem ležišču pa 31 ležišč; zimska soba z 10 ležišči; WC, umivalnica s toplo in mrzlo vodo; gostinski prostor ogrevajo s pečjo; tekoča voda, agregat za elektriko, mobitel, ki je tu že od leta 1993.

## Dostopi
- 5 h: iz Stare Fužine mimo Planinske koče na Uskovnici (1154 m)
- 4.30: iz Stare Fužine mimo Planinske koče na Vojah (690 m)
- 4 h: od Kovinarske koče v Krmi (870 m), čez Bohinjska vratca
- 3 h: z Rudnega polja (1340 m), čez Studorski preval

## Prehodi
- 2 h: do Triglavskega doma na Kredarici (2515 m), čez Konjsko sedlo in Kalvarijo, (Zahtevna pot)
- 2 h: do Doma Planike pod Triglavom (2401 m), (Zahtevna pot)
- 3 h: do Doma Valentina Staniča (2332 m), čez Konjsko sedlo in pobočja pod Ržjo,(Zahtevna pot)
- 4 h: do Kovinarska koča v Krmi (870 m), čez Bohinjska vratca, (Lahka pot)
- 2 h: do Tržaške koče na Doliču (2151 m), po Velski dolini, (Lahka pot)
- 4 h: do Zasavske koče na Prehodavcih (2071 m), po Velski dolini in čez Hribarice, (Lahka pot)
- 3 h: do Planinska koča na Vojah (690 m), (Lahka pot)
- 3 h: do Planinske koče na Uskovnici (1154 m), čez planini Tosc in Trstje,(Lahka pot)
- 3 h: do Planinske koče na Uskovnici (1154 m), čez Studorski preval, (Lahka pot)
- 5 h: do Blejske koče na Lipanci čez Studorski preval ter pobočja Draških vrhov in Debelega vrha (1630 m), (Zahtevna pot)
- 5 h: do Koče na Planini pri Jezeru (1453 m) čez Jezerski in Lazovški preval ter planino v Lazu, (Lahka pot)
- 7 h: do Koče pri Triglavskih jezerih, (1685 m), po Velski dolini in čez Hribarice, (Lahka pot)
- 5 h: do Kosijevega doma na Vogarju (1054 m) čez Jezerski preval in planini Krstenica in Blato, (Lahka pot)

## Vzponi na vrhove
- 3 h: Triglav (2864 m), mimo doma Planika, (zelo zahtevna pot)
- 3 h: Mišelj vrh (2350 m), (zahtevno brezpotje)
- 3.30 h: Mišeljski Konec (2464 m), (zahtevno brezpotje)
- 2 h: Tosc (2275 m), (lahka neoznačena pot)
- 1.30 h: Vernar (2225 m), (zelo zahtevno brezpotje)